# Farid al-Din Attar
Abū Ḥamīd bin Abū Bakr Ibrāhīm (khoảng 1145 – khoảng 1221; tiếng Ba Tư: ابو حامد بن ابوبکر ابراهیم), thường được biết dưới tên Farīd ud-Dīn (فرید الدین) và ʿAṭṭār (عطار, "người làm nước hoa") là nhà thơ người Ba Tư Hồi giáo Sunni, nhà nghiên cứu Sufi giáo, người viết sử thánh từ vùng Nishapur, và là nhân vật quan trọng, có ảnh hưởng nhất tới văn học Ba Tư cũng như Sufi giáo.

## Tiểu sử
Tiểu sử về Attar là vô cùng khan hiếm và không đồng nhất. Cuộc đời ông được nhắc tới qua 2 người đương thời là Nasir al-Din al-Tusi và Awfi. Tuy nhiên, mọi nguồn thông tin đều khẳng định ông tới từ Nishapur, một đô thị thuộc vùng Khorasan, nay ở phía bắc của Iran. Theo Awfi, ông là người sống từ thời kỳ Đế chế Seljuk.
Theo nhà nghiên cứu Reinert, "Có vẻ ông không thực sự được biết tới nhiều trong suốt cuộc đời mình dưới vai trò nhà thơ, ngoại trừ ở chính thành phố quê hương của mình" và "sự thông thái của ông dưới danh nghĩa nhà tu hành, nhà thơ, và bậc thầy kể chuyện đã không hề được biết tới cho tới tận thế kỷ 15." Cùng lúc đó, nhà thơ Ba Tư nổi tiếng Rumi đã nói về ông "Attar là linh hồn, Sanai là đôi mắt, Và suốt khoảng thời gian sau đó, Ta chỉ là những người tới sau." và trong một bài thơ khác "Attar đi qua 7 thành phố Tình yêu, trong khi chúng ta còn chưa tới đoạn rẽ của một con phố.".
Attar có lẽ là con trai của một nhà hóa học thành đạt và có được một sự giáo dục hoàn hảo ở mọi lĩnh vực. Sự nghiệp không tiết lộ nhiều về cuộc đời ông, nhưng cũng cho ta biết rằng ông từng làm việc tại một hiệu thuốc và từng có cho mình một lượng lớn khách hàng thường xuyên. Những khách hàng từng được ông giúp đỡ thường giãi bày những vấn đề của họ với Attar, và điều đó khiến ông vô cùng chú ý. Sau đó, ông bỏ hiệu thuốc và bắt đầu đi du lịch, tới Baghdad, Basra, Kufa, Mecca, Medina, Damascus, Khwarizm, Turkistan, và cuối cùng là Ấn Độ nơi ông gặp các Sheikh theo đạo Sufi, từ đó quay về để truyền bá đạo Sufi.
Những ý tưởng về đạo Sufi của Attar gây nên rất nhiều tranh luận. Trong số tất cả những Sheikh nổi tiếng từng truyền đạo cho ông, có lẽ chỉ có Majd ud-Din Baghdadi, môn đạo của Najmuddin Kubra, là người xác tin nhất. Thông tin này được kiểm chứng qua chính lời của Attar rằng ông đã từng gặp Majd